# دياني أتكينسون
دياني أتكينسون (بالإنجليزية: Diane Atkinson)‏ هي نسوية ‏ ومؤرخة بريطانية، ولدت في 1950.

## وصلات خارجية
- دياني أتكينسون على موقع IMDb (الإنجليزية)